# John Lloyd-Jones
John Lloyd-Jones (ur. 1885, zm. 1956) – walijski uczony i poeta.

## Życiorys
John Lloyd-Jones urodził się w Dolwyddelan, w hrabstwie Caernarvonshire w 1885 roku. Był walijskojęzyczny. Od 1903 roku studiował filologię celtycką na Uniwersytecie w Bangor pod kierunkiem Johna Morris-Jonesa. Po uzyskaniu dyplomu bakałarza w 1906 i magistra w 1909 roku przeniósł się do Oksfordu. Studiował też we Freiburgu. W 1909 zaczął pracę jako wykładowca walijskiego. W kilka lat później otrzymał posadę na uniwersytecie w Dublinie. Z tą uczelnią był związany przez następnych czterdzieści siedem lat, aż do śmierci w 1956 roku.